# 6879 Hyogo
6879 Hyogo eller 1994 TC15 är en asteroid i huvudbältet som upptäcktes den 14 oktober 1994 av den japanska astronomen Kazuyuki Itō vid Sengamine-observatoriet. Den är uppkallad efter Hyōgo prefektur i Japan.
Asteroiden har en diameter på ungefär 18 kilometer.